# Jardins maraîchers de la Baratte
Les jardins potagers et maraîchers de la Baratte sont situés sur la plaine alluviale des bords de la Loire, en zone péri urbaine et humide, sur les communes de Nevers et de Saint-Éloi (Nièvre).
Des lignées de jardiniers se sont succédé depuis des siècles jusqu'à nos jours, contemplant et façonnant le paysage ligérien de la Baratte. Le domaine de la  Maladrerie de Saint-Lazare (840) possédait un vaste domaine qui s'étendait jusque sur le val maraîcher de la Baratte.  Les jardiniers se sont réunis en Confrérie de Saint-Fiacre en 1708. 
Plusieurs ambiances définissent le site des jardiniers sur la rive droite de la Loire : jardins maraîchers et potagers fleuris, bocage, Longues maisons des jardiniers, murs de culture, fontaines et fossés, alimentés par des sources, qui abritent odonates (dont l'agrion de mercure, espèce protégée au plan européen et national, diverses espèces d'amphibiens, une quarantaine d'espèces d'oiseaux dont l'alouette lulu et plus d'une centaine d'espèces botaniques.